# Bothriembryon kingii
Bothriembryon kingii är en snäckart som först beskrevs av Gray 1825.  Bothriembryon kingii ingår i släktet Bothriembryon och familjen Bulimulidae. Inga underarter finns listade i Catalogue of Life.